# Papuadillo
Papuadillo är ett släkte av kräftdjur. Papuadillo ingår i familjen Armadillidae.
Kladogram enligt Catalogue of Life:
| Papuadillo | \| \| Papuadillo cubaroides \| \| \| \| \| \| Papuadillo papuae \| \| \| \| |
|            | \| \| Papuadillo cubaroides \| \| \| \| \| \| Papuadillo papuae \| \| \| \| |
|            | Papuadillo cubaroides                                                       |
|            |                                                                             |
|            | Papuadillo papuae                                                           |
|            |                                                                             |